# Kypselos
Kypselos (altgriechisch Κύψελος Kýpselos, lateinisch Cypselus) war ein Tyrann von Korinth, dessen Regierungszeit nach der überlieferten Chronologie auf etwa 657/6–627/6 v. Chr. anzusetzen ist.